# ジェーピー (企業)
株式会社ジェーピー（英語表記 : JP Co.,Ltd.）は、音楽・映像・出版・体験型コンテンツの企画、制作、販売ならびに関連商品輸出入、タレントマネージメント事業、各種コンテンツにかかる知的財産権の管理・開発企業である。本社は東京都中央区築地にかまえる。

## 沿革
- 1980年 - 東京都中央区築地で創業。セールスプロモーション中心に事業展開。音楽商品の企画立案。VHS/LDカラオケ制作で映像事業に本格参入。
- 1986年 - 編集スタジオ開設。映像のアーカイブ事業開始。
- 1990年 - マルチメディア事業開始。松下電器と共同選定で「CD-MASTER」導入。映像商品の販売着手。NTTとISDN回線を利用した映像・音楽配信実験にいち早く取り組む。
- 1993年 - 業務用通信カラオケ向け背景画像の提供開始。CD+Gオーサリングシステム開発、VideoCDオーサリングシステム導入。ホームセンター向け音楽・映像商品の制作・販売開始。
- 1997年 - DVDオーサリングシステムをプロトタイプ段階から先行導入し、技術研究開始。
- 1999年 - キングレコード・丸紅と合弁で、コンテンツ管理会社KJ music Internationalを台湾に設立。
- 2000年 - 日本コロムビアと提携し、名作アニメDVD化プロジェクトを開始。業務用通信カラオケ向け背景映像提供で、サンライズ作品等、アニメコンテンツのライセンスを拡充。
- 2003年 - タレントマネージメント事業、及びミュージカルソフト/教養ソフトの自社レーベル立ち上げ。業務用通信カラオケの採点ゲーム向けコンテンツ企画提供開始。各社音楽・映像配信サービス向けのコンテンツ提供を開始。
- 2010年 - カセットHDDのiVDRコンソーシアムに参画し、大容量メディア向けソフトをメーカー各社と共同研究。デアゴスティーニ『隔週刊日本の古寺・仏像DVDコレクション』で出版社向け映像企画の提供を開始。
- 2016年 - インバウンド向け和文化発信の拠点として、自社サロン『御会所 心音』(新橋演舞場別館)を東銀座に開業。
- 2017年 - 日本舞踊エクササイズ『NOSS』(一般社団法人日本舞踊スポーツ科学協会)事務局を受託し、ヘルスケア事業に開始。
- 2018年 - 組立式和室空間ユニット『SAMURIROOM』ショールーム開設。アミューズが展開する日本総合展「JAPANPARK」より招聘を受け、世界各地で日本の伝統文化を発信。ポータルバッテリー事業スタート。